# جوزف لارمر
سر جوزف لارمر، (به انگلیسی: Joseph Larmor) (زاده ۱۱ ژوئیه ۱۸۵۷ – مرگ ۱۹ مه ۱۹۴۲) فیزیکدان ایرلندی، اولین کسی بود که نرخ تابش انرژی از یک الکترون شتاب گرفته را محاسبه کرد و گسست خطوط طیف توسط یک میدان مغناطیسی را توضیح داد. تئوری‌های او مبتنی بر این باور است که ماده کاملاً متشکل از ذرات الکتریکی در حال حرکت بر اتر می‌باشد.

## تحصیلات و تدریس
لارمر در موسسه آکادمیک سلطنتی تحصیل کرد و مدرک کارشناسی و کارشناسی ارشد خود را از دانشگاه کوئین در بلفاست به دست‌آورد.
لارمر همچنین در کمبریج آموزش دید و در خلال سال‌های ۱۹۱۱ تا ۱۹۲۲ نماینده دانشگاه خود در پارلمان بریتانیا بود. لارمر در کالج کوئین در گالوی (۱۸۸۰-۱۸۸۵)، و در کمبریج (۱۸۸۵-۱۹۳۲) به عنوان استاد فلسفه طبیعی تدریس کرده‌است. وی در سال ۱۹۰۹ به مقام شوالیه رسید.

## نظریات علمی
لارمر روی یک نظریه جدید به نام تئوری ذات الکترون (Electron Theory of Matter) تأثیرگذار بود و با توجه به طبیعت جرم، ساختار اتم و ارتباط آن با تابش، تئوری حرکتی گرما (Equipartition) و الکترودینامیک اجسام متحرک، مفهوم رادیکال آن را توسعه داد.